# Eustrotia mochensis
Eustrotia mochensis är en fjärilsart som beskrevs av William Schaus. Eustrotia mochensis ingår i släktet Eustrotia och familjen nattflyn. Inga underarter finns listade i Catalogue of Life.